# 松下しん
松下 しん（まつした しん、1904年3月30日 - 2019年8月27日）は、宮城県仙台市在住の日本の長寿の女性（スーパーセンテナリアン）。2013年以降仙台市内最高齢者、、2016年からは宮城県内最高齢者となっており、死去時には東北地方で最高齢の人物であった。

## 経歴
1904年（明治37年）3月30日、仙台市に生まれる。仙台や石巻の郵便局で電話交換手として働き、1931年（昭和6年）に結婚。夫は塗装業を営んでいた。60歳の頃から約30年間、キリスト教関連の書籍を点訳するボランティアを行っていた。また趣味は書道であったという。
3人の娘がおり、晩年は仙台市青葉区で三女夫婦と47年間暮らした。2018年の時点で孫が7人、曽孫は8人いた。キリスト教を信仰し、毎日『アパ・ルーム』を愛読していた。
食事は毎日3食とっており、よくかんで食べることとストレスをためないことが長寿の理由だと述べていた。食べ物は何でも好きだが、好物はブドウなどの果物だという。また花はコスモスとツバキが好きだと述べていた。
2011年9月19日（敬老の日）、仙台市長奥山恵美子が自宅を訪問し長寿を祝った。松下は当時107歳でありながら眼鏡をかけずに文字を読むことができ、読書や手紙を読むことが楽しみだと述べていた。2014年の敬老の日（9月17日）にも奥山が訪問し、記念品として玉虫塗を贈呈している。
2017年の敬老の日（9月18日）には、仙台市長郡和子が訪問し記念品を贈呈した。当時113歳の松下は三女（当時72歳）助けを借りながら市長と会話した。松下は移動の際には車椅子が必要だが、食事は介助を受けずにとることができた。また滋賀県に暮らす長女（当時84歳）から毎週届く絵葉書を読むのが楽しみだという。
翌2018年の敬老の日（9月19日）にも郡が訪問し、記念品として堤焼の大皿を贈呈している。当時114歳の松下は、耳は遠いものの目ははっきりと見え、文章を読み上げることもできた。
2019年8月27日、自宅において死去。115歳と150日。前日の夜までは普段通りに生活しており、早朝に息を引き取ったという。葬儀は仙台青葉荘教会にて執り行われた。